# Spermacoce articularis
Spermacoce articularis är en måreväxtart som beskrevs av Carl von Linné d.y.. Spermacoce articularis ingår i släktet Spermacoce och familjen måreväxter. Inga underarter finns listade i Catalogue of Life.